# サム・フリーマン
サミュエル・ダグラス・フリーマン（Samuel Douglas Freeman, 1987年6月24日 - ）は、アメリカ合衆国テキサス州ヒューストン出身のプロ野球選手（投手）。左投右打。MLBのカンザスシティ・ロイヤルズ傘下に所属。愛称はフリージー（Freezy）。

## 経歴

### プロ入りとカージナルス時代

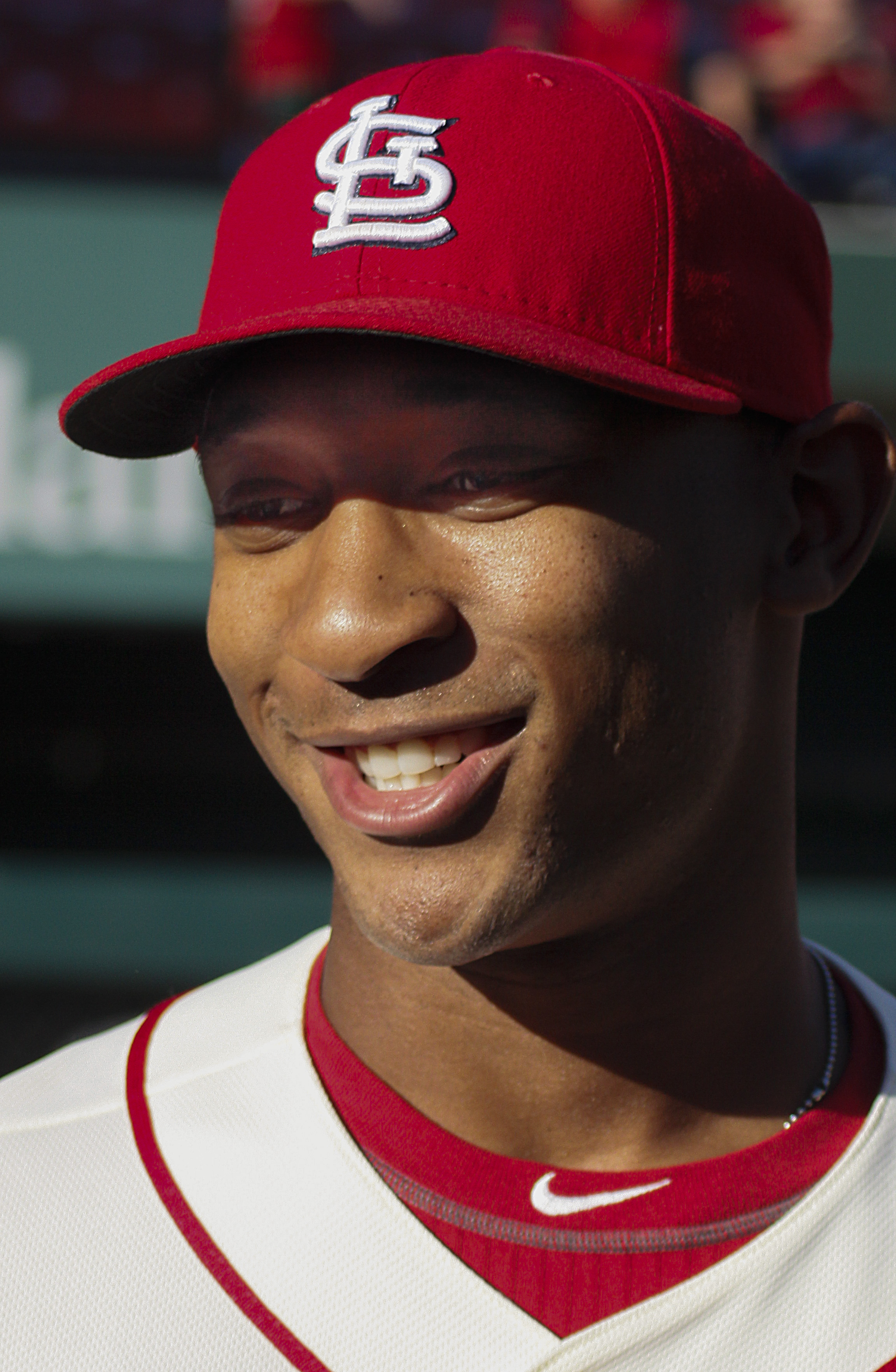
セントルイス・カージナルス時代
(2013年9月14日)

2008年のMLBドラフト32巡目（全体965位）でセントルイス・カージナルスから指名を受け、プロ入り。同年は傘下のマイナー2球団（ルーキー級ジョンソンシティ・カージナルス、A+級パームビーチ・カージナルス）でプレーした。
2009年は、開幕をA+級パームビーチで迎えた後、AA級スプリングフィールド・カージナルスに昇格して計41試合に登板した。
2010年は、トミー・ジョン手術及びそのリハビリのため、シーズンを棒に振った。
2011年は、A+級パームビーチとAA級スプリングフィールドで計59試合に登板した。
2012年は、AA級スプリングフィールドとAAA級メンフィス・レッドバーズでプレーした後、メジャー初昇格。6月1日のニューヨーク・メッツ戦で初登板を果たし、同年はメジャーで24試合に登板、0勝2敗、防御率5.40の成績を残した。
2013年は、AAA級メンフィスでシーズンの大半を過ごした。メジャーでは初勝利をマークするも、13試合の登板に留まった。
2014年は、途中からメジャーに定着。主に左のワンポイントとして起用され、44試合に登板、2勝0敗、防御率2.61、35奪三振を記録した。

### レンジャーズ時代
2015年3月28日に後日発表選手とのトレード
で、テキサス・レンジャーズへ移籍した。4月5日にDFAとなり、15日に40人枠を外れる形で傘下のAAA級ラウンドロック・エクスプレスへ配属された。その後、5月13日にメジャー昇格した。この年は、メジャーデビューイヤー以来となる無勝に終わったが、リリーフ陣の一角に定着して自己最多の54試合に登板。12ホールド、防御率3.05、奪三振率9.4を記録した。
2016年3月29日にDFAとなった。

### ブルワーズ時代
2016年4月5日にトレードで、ミルウォーキー・ブルワーズへ移籍した。5月3日にDFAとなり、マイナー契約で傘下のAAA級コロラドスプリングス・スカイソックスへ配属された。10月3日にFAとなった。

### ブレーブス時代
2016年10月14日にアトランタ・ブレーブスとマイナー契約を結び、2017年のスプリングトレーニングに招待選手として参加することになった。
2017年の開幕は傘下のAAA級グウィネット・ブレーブスで迎え、5月4日にメジャー契約を結んでアクティブ・ロースター入りした。この年は58試合に登板して2勝0敗、防御率2.55、59奪三振を記録した。

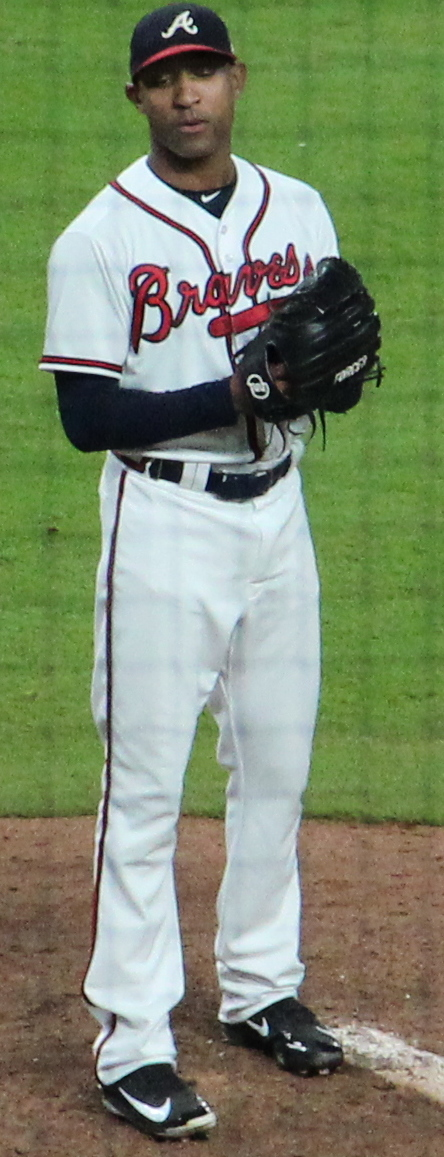
アトランタ・ブレーブス時代
(2018年9月18日)

2018年は63試合に登板して3勝5敗、防御率4.29、58奪三振を記録した。
2019年3月22日に自由契約となった。

### エンゼルス時代
2019年3月27日にロサンゼルス・エンゼルスとマイナー契約を結んだ。開幕を傘下のAAA級ソルトレイク・ビーズで迎え、4月23日にメジャー契約を結んでアクティブ・ロースター入りした。4月24日にDFAとなり、27日にマイナー契約でAAA級ソルトレイクへ配属された。8月19日に自由契約となった。

### ナショナルズ時代
2019年8月21日にワシントン・ナショナルズとマイナー契約を結び、傘下のAAA級フレズノ・グリズリーズへ配属された。オフの11月4日にFAとなった。
2020年2月12日にマイナー契約で再契約した。7月22日にメジャー契約を結んで40人枠入りした。8月13日に60日間の故障者リストに登録され、2010年以来2回目となるトミー・ジョン手術を受けた。レギュラーシーズン終了後の10月13日にFAとなった。
2021年はどの球団にも所属せず、手術後のリハビリに専念した。

### ロイヤルズ傘下時代
2022年3月23日にカンザスシティ・ロイヤルズとマイナー契約を結んだ。

## 詳細情報

### 年度別投手成績
| 年 度    | 球 団    | 登 板 | 先 発 | 完 投 | 完 封 | 無 四 球 | 勝 利 | 敗 戦 | セ 丨 ブ | ホ 丨 ル ド | 勝 率 | 打 者 | 投 球 回 | 被 安 打 | 被 本 塁 打 | 与 四 球 | 敬 遠 | 与 死 球 | 奪 三 振 | 暴 投 | ボ 丨 ク | 失 点 | 自 責 点 | 防 御 率 | W H I P |
| -------- | -------- | ----- | ----- | ----- | ----- | -------- | ----- | ----- | -------- | ----------- | ----- | ----- | -------- | -------- | ----------- | -------- | ----- | -------- | -------- | ----- | -------- | ----- | -------- | -------- | ------- |
| 2012     | STL      | 24    | 0     | 0     | 0     | 0        | 0     | 2     | 0        | 2           | .000  | 86    | 20.0     | 17       | 2           | 10       | 0     | 1        | 18       | 0     | 0        | 13    | 12       | 5.40     | 1.35    |
| 2013     | STL      | 13    | 0     | 0     | 0     | 0        | 1     | 0     | 0        | 1           | 1.000 | 50    | 12.1     | 8        | 0           | 5        | 0     | 0        | 8        | 2     | 0        | 3     | 3        | 2.19     | 1.05    |
| 2014     | STL      | 44    | 0     | 0     | 0     | 0        | 2     | 0     | 0        | 11          | 1.000 | 169   | 38.0     | 34       | 2           | 19       | 0     | 4        | 35       | 3     | 0        | 13    | 11       | 2.61     | 1.40    |
| 2015     | TEX      | 54    | 0     | 0     | 0     | 0        | 0     | 0     | 0        | 12          | ----  | 171   | 38.1     | 31       | 4           | 25       | 0     | 3        | 40       | 0     | 0        | 13    | 13       | 3.05     | 1.46    |
| 2016     | MIL      | 7     | 0     | 0     | 0     | 0        | 0     | 0     | 0        | 0           | ----  | 44    | 7.2      | 13       | 2           | 9        | 0     | 0        | 8        | 1     | 0        | 11    | 11       | 12.91    | 2.87    |
| 2017     | ATL      | 58    | 0     | 0     | 0     | 0        | 2     | 0     | 0        | 12          | 1.000 | 254   | 60.0     | 48       | 3           | 27       | 2     | 3        | 59       | 2     | 0        | 19    | 17       | 2.55     | 1.25    |
| 2018     | ATL      | 63    | 0     | 0     | 0     | 0        | 3     | 5     | 0        | 9           | .375  | 216   | 50.1     | 41       | 3           | 32       | 2     | 2        | 58       | 4     | 0        | 26    | 24       | 4.29     | 1.45    |
| 2019     | LAA      | 1     | 0     | 0     | 0     | 0        | 0     | 0     | 0        | 0           | ----  | 11    | 2.0      | 3        | 1           | 2        | 0     | 0        | 0        | 0     | 0        | 1     | 1        | 4.50     | 2.50    |
| 2020     | WSH      | 7     | 0     | 0     | 0     | 0        | 0     | 0     | 0        | 1           | ----  | 25    | 5.0      | 2        | 0           | 7        | 1     | 0        | 6        | 0     | 0        | 1     | 1        | 1.80     | 1.80    |
| MLB：9年 | MLB：9年 | 271   | 0     | 0     | 0     | 0        | 8     | 7     | 0        | 48          | .533  | 1026  | 233.2    | 197      | 17          | 136      | 5     | 13       | 232      | 12    | 0        | 100   | 93       | 3.58     | 1.43    |

- 2020年度シーズン終了時

### 背番号
- 61（2012年、2019年）
- 71（2013年 - 2015年）
- 51（2016年）
- 39（2017年 - 2018年、2020年）